# Null (SQL)
Null, (Nulo) é uma palavra que atribui um valor nulo para um campo, célula ou código em um banco de dados ou de uma aplicação. Os atributos em tabelas de base de dados que suportam a linguagem SQL podem ser definidos como null. Isto indica que, o valor de fato da coluna é "desconhecido" ou "não aplicável", e também não é um campo vazio, ou com espaços.
Nos SGBDs baseados em SQL, o resultado do teste NULL = NULL não resulta em true (verdadeiro) nem em false (falso). Isto é explicado porque um valor desconhecido não pode ser considerado como igual a outro valor desconhecido. Para verificar se uma coluna é nula ou não, é necessário utilizar uma sintaxe especial: 'column IS NULL' ou 'column IS NOT NULL'. Devido a este fato, é preciso ser cuidadoso ao consultar tabelas combinadas através de colunas que aceitam o valor null (join).